# یوکی تانادا
یوکی تانادا (انگلیسی: Yuki Tanada؛ زادهٔ ۱۲ اوت ۱۹۷۵) کارگردان فیلم، بازیگر، و فیلم‌نامه‌نویس اهل ژاپن است.